# Міно де Россі
Міно де Россі (італ. Mino De Rossi, 21 травня 1931 — 7 січня 2022) — італійський велогонщик.
Олімпійський чемпіон 1952 року в командній гонці переслідування на 4000 м.